# Madame de Matignon
Angélique-Marie Élisabeth Émilie de Matignon, född Le Tonnelier de Breteuil, känd som Madame de Matignon, född 1757, död 1833, var en fransk grevinna. Hon är känd som modeförebild under 1770- och 80-talen och omtalades för sina avancerade och påkostade pouf-frisyrer. 
Hon var dotter till baron Louis Auguste Le Tonnelier de Breteuil och Philiberte Jerôme de Parat de Montgeron, och gifte sig 1772 med greve Louis Charles Auguste Goyon de Matignon, greve de Gacé (1755-1773), med vilken hon fick en postum dotter efter att hon blivit änka året efter bröllopet. 
Madame de Matignon var under 1770-talet omtalad för sina frisyrer och kläder, både för sin elegans och stil och för de stora summor hon betalade för denna. Hon var kund till Jean Joseph Beaulard, som hon gav 24.000 livres om året för att designa en ny unik frisyr för henne för varje dag om året. 
Hon köpte sina kläder hos Rose Bertin och ska ha betalat 10.000 för en klänning.
Efter franska revolutionens utbrott 1789 flydde hon till Schweiz med sin far och sin älskare biskopen av Pamiers. Hon återvände till Frankrike 1802.